# Phalantos

Der Mythos Phalantos im antiken Borgo in Tarent

Phalantos, auch Phalanthos (altgriechisch Φάλανθος Phálanthos), war der Sohn des Spartaners Aratos und Führer der Parthenier („Jungfrauensöhne“).
Nach antiken Autoren ist er der Gründer von Tarent. Zuvor soll er Satyrion, ca. 13 km südöstlich von Tarent, gegründet haben. Die Legenden zur Kolonisation Tarents sind ausführlich bei Pausanias und Strabon, der auch viele frühere Autoren zitiert, überliefert.
Die Parthenier waren uneheliche Söhne, die während Kriegszeiten und der Abwesenheit des Heeres geboren wurden. Als uneheliche Kinder hatten sie nicht die gleichen Rechte und wurden als Außenseiter behandelt.
Ende des 8. Jahrhunderts v. Chr., nach einem langen Krieg gegen die Messenier, organisierten die Parthenier zusammen mit den Sklaven einen Aufstand und wurden von Phalantos geführt. Sie verlangten von den Adligen die ihnen versagten Rechte. Aber der Aufstand scheiterte. Da die Aufständischen nicht wie die Sklaven zum Tode verurteilt werden konnten, mussten sie die Stadt verlassen und neues Land suchen. Phalantos befragte vor der Abfahrt das Orakel von Delphi, das durch die Priesterin das folgende Urteil aussprach: 
„Wenn es bei heiterem Himmel regnen wird, wirst du neues Land und Stadt erobern.“ (ὑετοῦ αὐτὸν αἰσθόμενον ὑπὸ αἴθρᾳ, τηνικαῦτα καὶ χώραν κτήσεσθαι καὶ πόλιν. Pausanias 10,10,6)
Als Phalantos an Bord auf einer langen Reise in Richtung Japygien (heutiges Apulien) fuhr und seine Frau Aithra („heiterer Himmel“) weinen sah, meinte er, dass das Orakel sich bewahrheitet habe. So gründete er seine Stadt und nannte sie Satyrion. Noch heute existiert unter dem italienisierten Namen Spiaggia di Saturo ein Badeort, wenige Kilometer von Tarent entfernt.
Jahre später siedelten die spartanischen Siedler in das zukünftige Taras über. Sie sahen in der neuen Stadt bessere Handelsmöglichkeiten. Die Besetzung des Gebiets erfolgte ohne große Resistenz seitens der einheimischen Bevölkerung, der Japygen, die gezwungen waren, nach Brindisi zu flüchten. Phalantos selbst wurde nach einer Diskussion mit seinen Mitbürgern ebenfalls vertrieben; er fand bei den Japygen Unterschlupf, wo er starb und auch beerdigt wurde.